# Wiebke Drenckhan

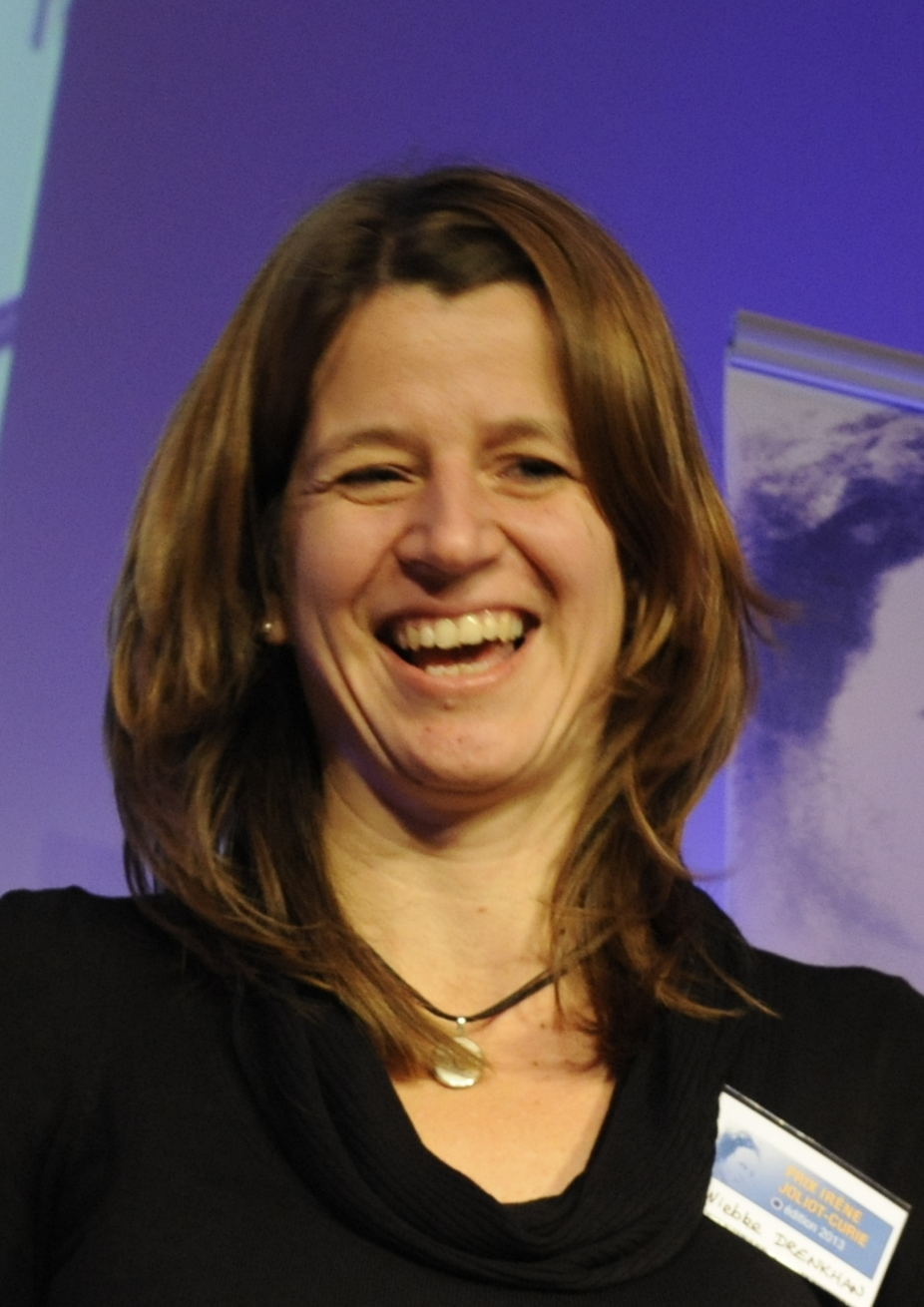
Wiebke Drenckhan 2013

Wiebke Drenckhan (* 6. April 1977 in Bad Belzig) ist eine deutsche Physikerin. Sie forscht in der Festkörperphysik.

## Leben
Nach dem Studium der Physik und der Mathematischen Physik an der Universität Rostock, der Technischen Universität Berlin und der Humboldt-Universität zu Berlin ging sie ein Jahr auf die University of Canterbury, Christchurch, Neuseeland. Von 2001 bis 2004 promovierte sie zum PhD am Trinity Colleg in Dublin über die Stabilité et mouvement des mousses dans un environnement confiné (Stabilität und Bewegung von Schäumen in beengten Verhältnissen). Anschließend war sie zwei Jahre Postdoktorand in Dublin und ein Jahr an der Universität Paris VII. Von 2008 bis 2016 leistete sie ihre Forschungen im Labor für Festkörperphysik an der Universität Paris-Süd. Seit 2016 ist sie am Institut Charles Sadron in Straßburg.
Sie hat zwei Kinder.

## Auszeichnungen
- 2013 erhielt sie den Prix Irène Joliot-Curie in der Kategorie junge weibliche Wissenschaftler[4].
- 2015 erhielt sie die CNRS-Medaille in Bronze[5][6].

## Veröffentlichungen
- Stocco, Antonio et al. „Particle-stabilised foams: an interfacial study.“ Soft Matter 5.11 (2009): 2215–2222.
- Weaire, Denis et al. „The fluid dynamics of foams.“ Journal of physics: condensed matter 15.1 (2002): S65.
- Drenckhan, Wiebke, and Dominique Langevin. „Monodisperse foams in one to three dimensions.“ Current opinion in colloid & interface science 15.5 (2010): 341-358.
- van der Net, Antje et al. „Crystalline arrangements of microbubbles in monodisperse foams.“ Colloids and Surfaces A: Physicochemical and Engineering Aspects 309.1 (2007): 117-124.
- Arriaga, Laura R. et al. „On the long-term stability of foams stabilised by mixtures of nano-particles and oppositely charged short chain surfactants.“ Soft Matter 8.43 (2012): 11085-11097.